# Sutra del Loto

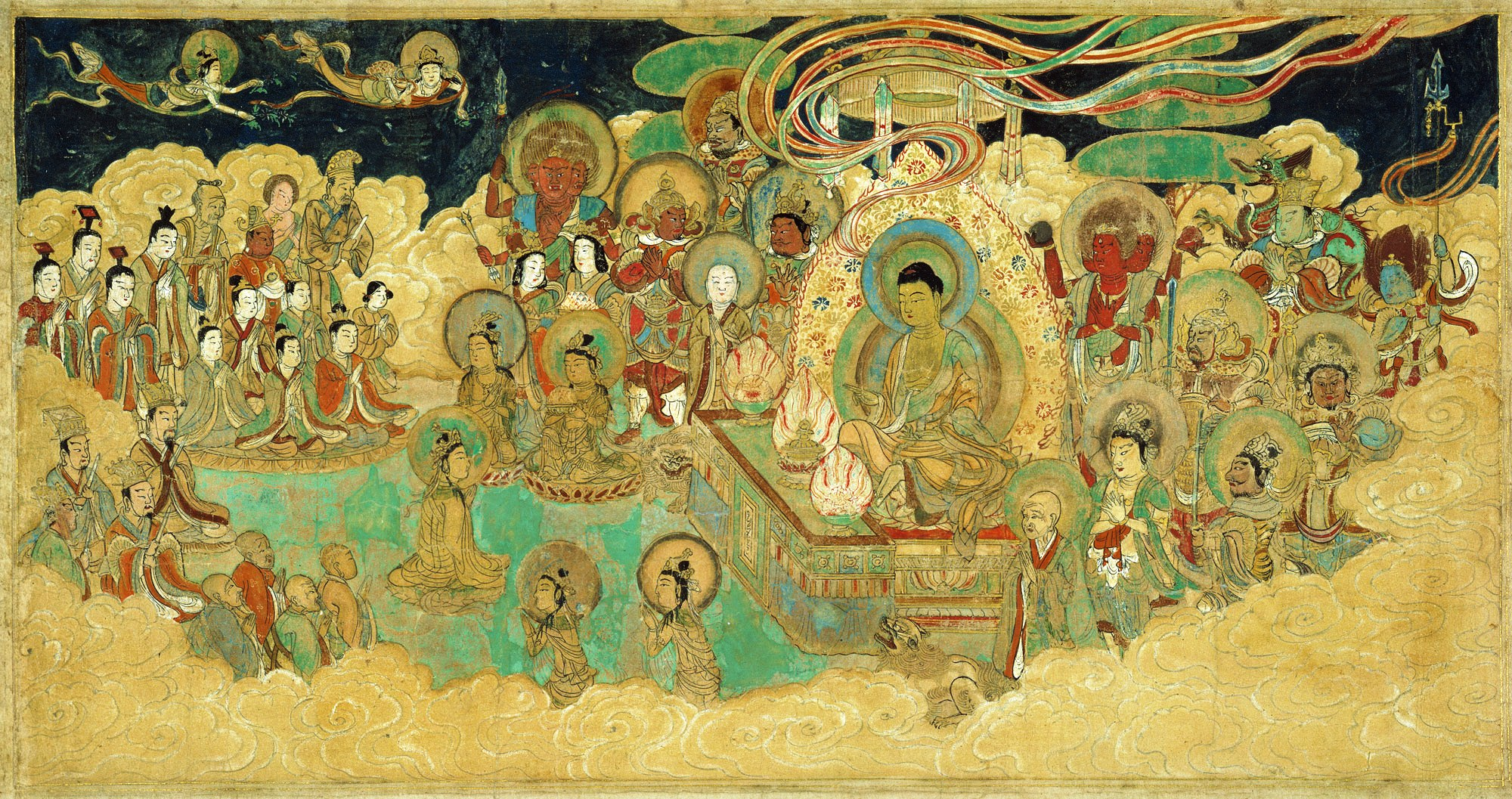
L'assemblea dei monaci descritta nel Sutra del Loto con la partecipazione dei bodhisattva e dei membri dellaṣṭasenā in un dipinto giapponese del XIII secolo conservato al Metropolitan Museum of Art di New York.

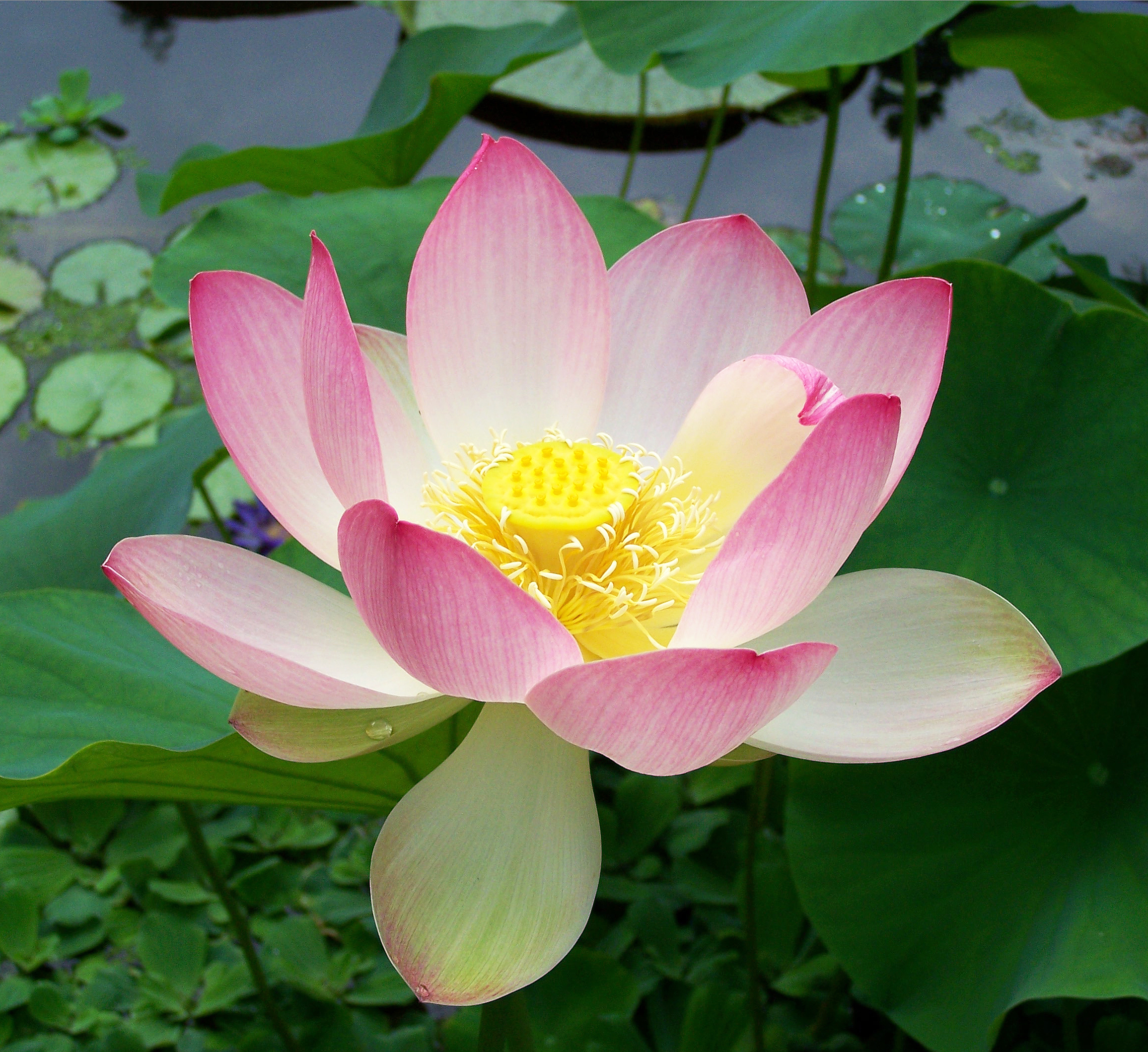
La simbologia del fiore di Loto è duplice. Da un lato rappresenta la vita che pur avendo le radici nel fango della mondanità aspira come il fiore verso l'alto, verso la buddhità. Dall'altro, come suggerito dal monaco cinese Huìsī (慧思, 515-577), il Loto non ha fiore che non produca frutti, così non c'è vita che non si poggi sulla buddhità. Questo anche quando l'essere vivente non ne è consapevole.

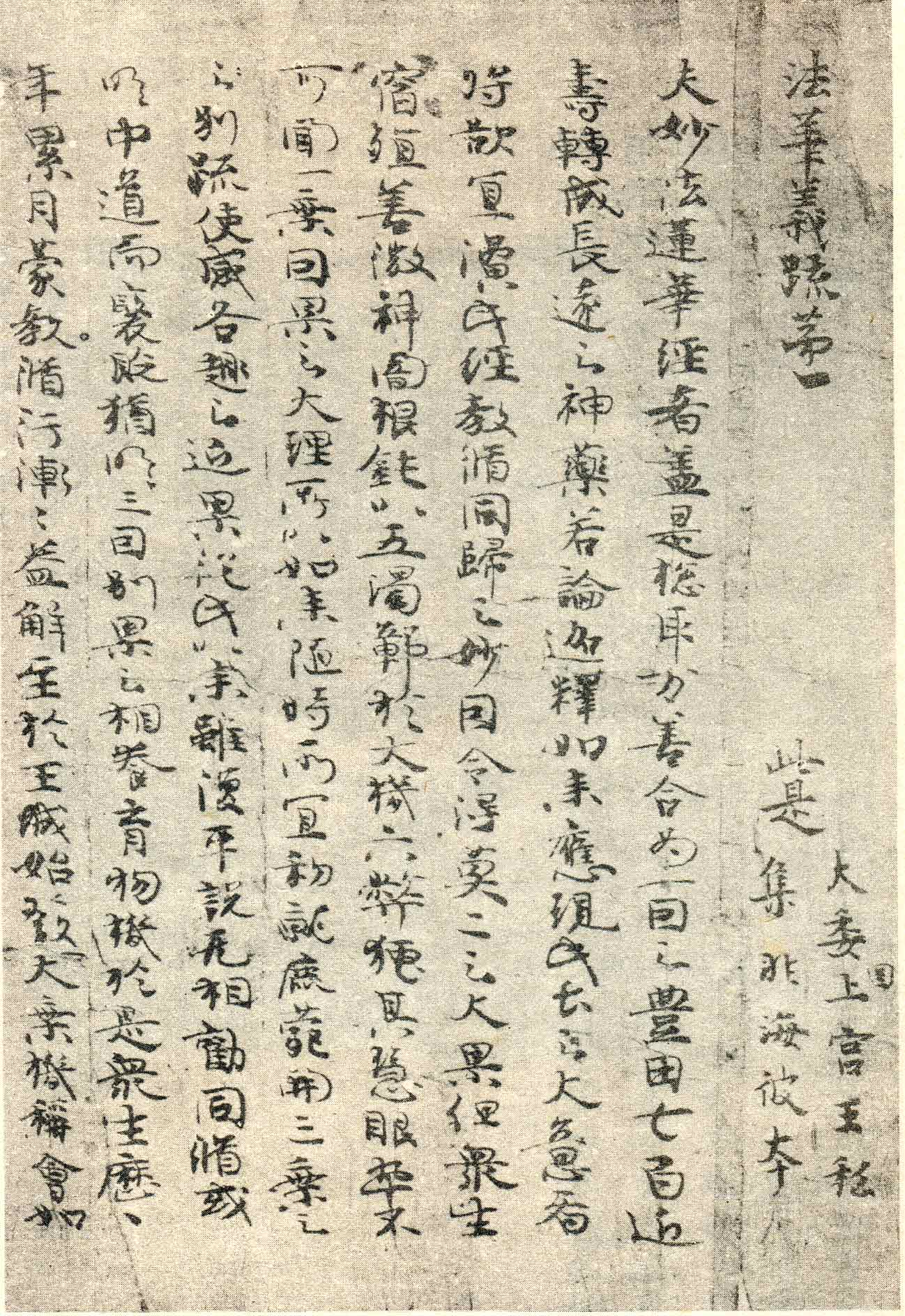
Una copia del Sutra del Loto attribuita al principe giapponese Shōtoku (573–621)

Il Sutra del Loto, o meglio Sutra del Loto della Buona Dottrina (Saddharmapuṇḍarīkasūtra), è uno dei testi più importanti nell'enorme corpus della letteratura del Buddismo Mahāyāna contenuto nel Canone cinese (sezione del Fǎhuābù) e nel Canone tibetano (sezione mDo-sde del Kanjur). È inoltre il fondamento delle scuole buddiste Tiāntái (in Cina), Tendai e Nichiren (in Giappone). Il Sutra del Loto è anche generalmente abbreviato in Fǎhuā Jīng (法華經T) in cinese, Hokkekyō (法華経?) in giapponese e Beophwagyeong (법화경) in coreano.

## IlSutra del Lotonelle diverse lingue
In sanscrito Saddharmapuṇḍarīka-sūtra (सद्धर्मपुण्डरीकसूत्र); cinese 妙法蓮華經T, Miàofǎ Liánhuā JīngP; giapponese 妙法蓮華經, Myōhō Renge Kyō; coreano 묘법연화경?, Myobeop Yeonhwa gyeongLR, tibetano དམ་ཆོས་པད་མ་དཀར་པོའི་མདོ, Dam-pa'i chos padma-dkar-po'i mdoW, vietnamita Diệu pháp liên hoa kinh.

## Storia
Secondo alcuni filologi il Sutra del Loto fu probabilmente composto nella sua forma definitiva tra il I e il II secolo d.C. in Kashmir o forse nel Gandhāra o ancora nei pressi di Kāpīsā (odierna Begram in Afghanistan), territori allora inseriti nell'Impero Kushan. Alcune parti del testo sembrerebbero posteriori e potrebbero essere state aggiunte a più riprese fino al VI secolo in Cina. Altre parti, segnatamente i capitoli I, XIX,e XVII, sembrerebbero risultare più antichi, anche precedenti alla nostra era. Comunque sia, secondo alcuni recenti studi, sembrerebbe che il Sutra del Loto abbia subìto almeno quattro rimaneggiamenti, il nucleo originario dell'opera sarebbe quello in versi a cui sono stati aggiunti delle prose, poi ancora altri versi e infine le relative prose.
Per alcune tradizioni Mahāyāna il Sutra del Loto riporterebbe alcuni insegnamenti profondi del Buddha Śākyamuni  trasmessi solo ad alcuni discepoli, e tale affermazione è tra l'altro presente più volte nello stesso sutra. Secondo una leggenda, sempre Mahāyāna, i suoi contenuti, di un livello superiore rispetto agli Āgama-Nikāya delle scuole del Buddismo dei Nikāya, non potevano essere compresi al tempo del Buddha Śākyamuni, perciò esso fu custodito per cinquecento anni nel regno dei Nāga, e quindi reintrodotto nel mondo di sahā  (sanscrito, cinese 娑婆 suōpó, giapp. shaba), il nostro mondo, nei primi secoli della nostra era.
Alcuni indianisti rilevano che la composizione del Sutra del Loto muove da testi anteriori come il Mahābherihakaparivartāsūtra (Sutra della messa in moto della collana di gioielli del Gran Tamburo, tradotto dal monaco e traduttore Guṇabhadra in lingua cinese con il titolo di 大法鼓經 Dàfǎgǔjīng, giapp. Daihōkokyō) oppure l'Avinivartanī-cakra-sūtra.

## Composizione e traduzione
Secondo uno dei traduttori in lingua occidentale, Burton Watson il Sutra del Loto è stato inizialmente scritto in un dialetto del medio indiano, e poi tradotto in sanscrito sotto l'Impero Kushan per dargli maggiore dignità letteraria. Questo sutra è molto noto per essere focalizzato, tra l'altro, sui "mezzi abili" (sanscrito  उपाय  upāya, cinese 方便 pinyin fāngbiàn, coreano bangpyeon, giapponese hōben, tibetano thabs) principalmente in forma di parabole, e per essere il primo sutra ad utilizzare il termine Mahāyāna, o Grande Veicolo.
In Cina il Sutra del Loto fu tradotto diciassette volte, di cui sei in versione integrale. Di queste traduzioni ne sono giunte a noi solo tre, tutte inserite nella sezione Fǎhuābù del Canone cinese. 
- La prima risale al 290 ad opera di Dharmarakṣa (223-300) con il titolo Zhèng fǎhuā jīng (正法華經, giapp. Shō hokke kyō, T.D. 263, 9.63-133).
- La seconda, la più diffusa in assoluto sia in Cina che in Giappone, è una traduzione in sette fascicoli di Kumārajīva (344-413) compiuta nel 406 con il titolo Miàofǎ Liánhuā Jīng (妙法蓮華經, giapp.  Myōhō Renge Kyō, T.D. 262, 9.1c-62b).
- La terza,  che risulta parziale, fu compiuta nel 601 da Jñānagupta (闍那崛多, Shénàjuéduō, 523-605) e Dharmagupta (達摩笈多, Dámójíduō, ?-619) con il titolo Tiānpǐn miào fǎliánhuā jīng (添品妙法蓮華經, giapp. Tenbon myōhō renge kyō, T.D. 264). Quest'ultima traduzione in cinese si rifà a quella di Kumārajīva ma viene per l'appunto denominata Tiānpǐn (添品, capitolo aggiunto) in quanto presenta il capitolo Devadatta (XII capitolo) che, nella traduzione di Kumārajīva, è accorpato all'XI capitolo.

Secondo alcune antiche tradizioni del Buddismo cinese e del Buddismo giapponese, il Sutra del Loto avrebbe un prologo e un epilogo, cioè il Sutra dell'Infinito Significato (無量義經, pinyin: Wúliángyì jīng, giapp.: Muryōgi Kyō, T.D. 276, 9.383b-389b) e il  Sutra della Meditazione del Bodhisattva Samantabhadra (觀普賢菩薩行法經, pinyin: Guān pǔxiánpúsà xíngfǎ jīng o anche Pǔxián jīng, giapp. Kan fugenbosatsu gyōhō kyō o anche Fugen Kyō, T.D. 277, 10.389-394). Questi tre sūtra costituiscono, in quell'ambito tradizionale, il 法華三部經 ( Fǎhuā sānbù jīng, g. Hokke sanbu kyō) ovvero "Le tre scritture sorelle" (o il "Triplice Sutra del Loto").
Alcune tarde versioni sanscrite del Sutra del Loto sono state rinvenute agli inizi dello scorso secolo a Gilgit (in Pakistan, è una versione del VI secolo), in Nepal (versione del XII secolo) e nel Tibet ma, secondo Francesco Sferra:
(In: Sutra del Loto. Milano, Rizzoli, 2001, pag. 17)
Sempre nell'area dell'Asia centrale è stata rinvenuta una versione più antica, riportata in khotanese, che risulta essere vicina alla versione originale tradotta in lingua cinese da Kumārajīva.
Il Sutra del Loto venne tradotto in tibetano nel IX secolo dal monaco indiano Surendra e dal monaco tibetano Yeshe De con il titolo Dam-pa'i chos padma-dkar-po'i mdo (དམ་ཆོས་པདྨ་དཀར་པོའི་མདོ།, al D 119), tale traduzione, che concorda con le tarde versioni sanscrite dei manoscritti rinvenuti in Nepal, è inserita nel Canone tibetano.

## Commentari sul Sutra del Loto
Tra i numerosi antichi commentari che autori mahāyāna hanno redatto sul Sutra del Loto, vanno ricordati:
- Saddharmapuṇḍarīka-sūtra-upadeśa (妙法蓮華經憂波提舍 pinyin: Miào fǎ liánhuā jīng yōupōtíshè, giapp. Myōhō renge kyō ubadaisha, T.D. 1519 e 1520), opera di Vasubandhu (IV secolo d.C.), autore indiano di scuola Cittamātra, tradotta da Bodhiruci (?-527) e Tánlín (曇林, ?-?).
- Miàofǎliánhuājīng shū (妙法蓮華經疏, Commentario del Sutra del Loto) opera di Dàoshēng (道生, 355-434) discepolo cinese di Kumārajīva.
- Miàofǎliánhuājīng wénjù (妙法蓮華經文句, anche Fǎhuā wénjù, Parole del Sutra del Loto, giapp. Myōhōrengekyō mongu, T.D. 1718) opera di Zhìyǐ (智顗, 538-597), autore cinese di scuola Tiāntái.
- Miàofǎ liánhuā jīngxuán yì (妙法蓮華經玄義, anche Fǎhuā xuányì, Il profondo significato del Sutra del Loto della Legge meravigliosa, giapp. Myōhō renge kyōgen gi, T.D. 1716, 33.618-815) di Zhìyǐ.
- Fǎhuā xuányì shìqiān (法華玄義釋籤, Commentario sul Fǎhuā xuányì di Zhìyǐ, giapp. Hokkegengi shakusen, T.D. 1717) opera di Zhànrán (湛然, 711-782), autore cinese di scuola Tiāntái.
- Fǎhuā yóuyì (法華遊意, Riflessioni sul Sutra del Loto, giapp. Hōke yui) opera di Jízàng (吉藏, 549-623), autore cinese di scuola Sānlùn.

## Dottrina

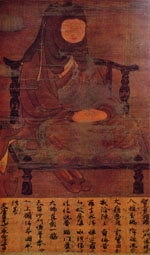
Zhìyǐ (智顗, 538-597) in un dipinto giapponese.

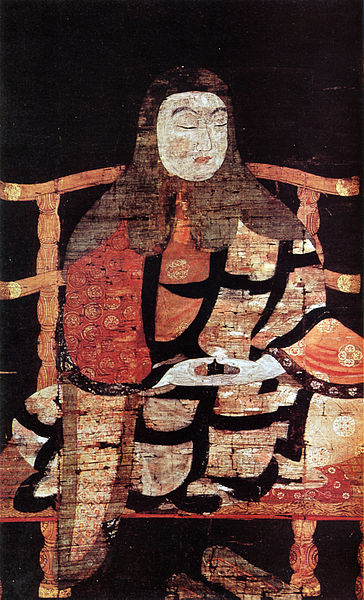
Saichō (最澄, 767-822) in un antico dipinto giapponese

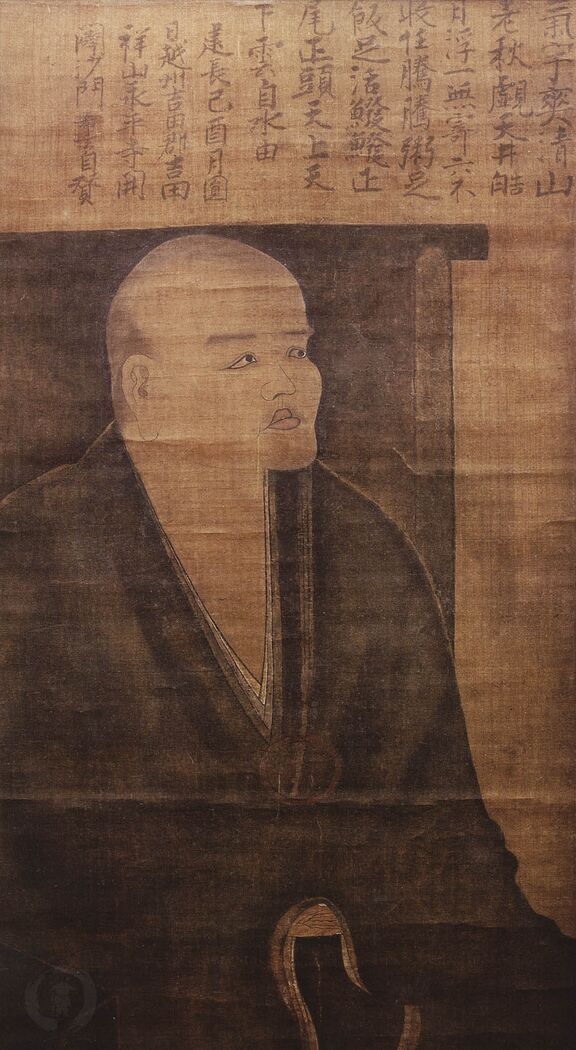
Ritratto di Dōgen (道元, 1200-1253) conservato presso il tempio Hōkyō-ji (宝慶寺) in Giappone, Prefettura di Fukui.

Esporre la dottrina veicolata dal Sutra del Loto è compito arduo. Fin dalla sua prima apparizione il Sutra del Loto ha svolto più funzioni. Nel corso dei secoli ha veicolato delle credenze importanti per le comunità buddiste dell'Asia centrale e, soprattutto, dell'Estremo Oriente.
Nel Mahāprājñāpāramitôpadeśa (anche Mahāprajñāpāramitāśāstra), testo attribuito a Nāgārjuna (II-III secolo d.C.) e tradotto dal sanscrito al cinese da Kumārajīva nel V secolo d.C., si sostiene che tale sutra è superiore ai Prajñāpāramitā sūtra in quanto proclama che anche i seguaci dello Hīnayāna possono raggiungere l'anuttarā-samyak-saṃbodhi (la suprema bodhi). Alle medesime conclusioni giungono anche il  Saddharmapuṇḍarīka-sūtra-upadeśa di Vasubandhu (IV secolo d.C.) e il Mahāyānāvatāra di Sāramati (IV secolo).
In Cina, è il sutra fondamentale della scuola Tiāntái (天台宗), dove lo stesso fondatore, Zhìyǐ (智顗, 538-597), ha prodotto al riguardo di questo sutra più opere esegetiche. In Giappone, riveste questo ruolo nelle scuole del Buddismo Tendai e del Buddismo Nichiren. Lo stesso Dōgen Zenji (道元禅師, 1200-1253), fondatore giapponese della scuola Zen Sōtō (曹洞宗 Sōtō-shū) ebbe a dichiarare nella sua opera fondamentale, lo Shōbōgenzō:
(Dōgen, Shōbōgenzō)
Lo stesso monaco Zen italiano e fondatore del monastero Fuden-ji, Fausto Taiten Guareschi affermò, alcuni anni fa, che: 
(Fausto Taiten Guareschi)
Gli studiosi contemporanei si sono prodigati in molteplici analisi testuali per spiegare il grande successo riscosso in Oriente da questo sutra. Gene Reeves rileva come, a differenza dei trattati dottrinali, le 'storie' rappresentate nel Sutra del Loto
(Gene Reeves Il Sutra del Loto come radicale affermazione del mondo)
E, ancora più avanti, sempre Reeves:
Quindi il Sutra del Loto sarebbe un compendio di insegnamenti espresso per mezzo di storie fantastiche tese non solo a comunicare una serie di dottrine, quanto piuttosto a 'rivelare' al lettore una diversa interpretazione del mondo. È evidente che nel Sutra del Loto ci siano dei continui richiami polemici contro le scuole dello Śrāvakayāna (o Hīnayāna) ma è altrettanto evidente che, a differenza di altri sutra Mahāyāna successivi, secondo questo sutra anche gli śrāvaka (聲聞 cin. shēngwèn, giapp. shōmon) e i pratyekabuddha (緣覺 cin. yuánjué, giapp. engaku), ovvero i seguaci del Buddismo dei Nikāya, raggiungeranno il pieno "risveglio" (anuttarā-samyak-saṃbodhi, cinese 無上菩提 wúshàng pútí, giapponese mujō bodai), la piena "buddhità", in quanto stanno già operando come dei Buddha. Ciò avviene per una concezione radicalmente olistica (olismo) e omnicentrica della realtà richiamata costantemente in tutto il Sutra.
Tradizionalmente sono due i capitoli considerati centrali in questo sutra: il capitolo II, l'Upāyakauśalya, e il capitolo XVI (XV nella versione sanscrita) il Tathāgatasupramana, che peraltro risultano tra le parti più antiche dello stesso sutra.
Nel capitolo II, il Buddha Śākyamuni  dichiara a Śāriputra che la profonda dottrina dei Buddha può essere compresa solo dai Buddha. Che per insegnare tale dottrina i Buddha si avvalgono quindi di mezzi abili (upāya) e che tali mezzi si esplicitano in più vie di salvezza (che comprendono quelle degli śrāvaka, dei pratyekabuddha e dei bodhisattva), ma che la via rimane sempre una ed è il Buddhaekayāna (il veicolo unico del Buddha). Dietro l'insistenza di Śāriputra il Buddha espone il Dharma descrivendo semplicemente la realtà per come essa è (attraverso le sue dieci 'talità', sans. tathātā). La via da percorrere, la via dei Buddha, per il II capitolo del Sutra del Loto non offre quindi verità segrete ma la realtà semplicemente come essa è e che va accettata e compresa durante la propria vita, senza ricorrere ad opinioni (sanscrito dṛṣṭi), peraltro già criticate dal Buddha Śākyamuni negli Āgama-Nikāya. Secondo le scuole sino-giapponesi che fanno riferimento a questo Sutra, ciò significa imparare ad incrociare la propria esistenza (Realtà convenzionale di essere sofferente) con la Realtà assoluta (che di per sé contiene ogni cosa, compresa la sofferenza, ed è per questo inesprimibile). Solo per mezzo di questo incontro, che si realizza con le pratiche meditative (lo zhǐguān/shikan, 止觀, delle scuole Tiāntái e Tendai) o la recitazione del daimoku (il Nam myōhō renge kyō, 南無妙法蓮華経, per il Buddismo Nichiren), si può raggiungere la "Verità ultima" la quale, essendo "ultima",  deve necessariamente comprendere sia la "Verità assoluta" che quella "convenzionale" (individuale e mondana).
Nel capitolo XVI il Buddha Śākyamuni  dichiara che egli non è soggetto a morte ma, come Tathāgata (manifestazione del Buddha), è sempre esistito e sempre esisterà. Questo insegnamento sul Buddha eterno è un richiamo all'olismo radicale proprio del Buddismo Mahāyāna, dove la soggettività (propria della "Verità convenzionale") acquisisce un diverso significato quando incontra l'insegnamento della vacuità (śūnyatā, proprio della "Verità assoluta"). Tutti gli esseri hanno la natura di Buddha (buddha-dhātu o buddhatā o tathāgatagarbha) e operano per "realizzare" questa natura, e tutti la "realizzeranno" (capitolo XX del Sutra del Loto). Il Buddha è quindi sempre esistito e sempre esisterà.
In conclusione, secondo Gene Reeves:
Pertanto, per il Sutra del Loto, l'intera struttura cosmica, più grande di quanto possiamo immaginare, è legata a noi e, in un certo senso, dipende dalle nostre scelte quotidiane, come noi dipendiamo da essa. In questo, come in altri modi, il Sutra del Loto afferma radicalmente il mondo. Ma, ben lungi dal vedere questo mondo come già perfetto in qualche mistico modo o dall'accettarlo così come è, esso considera il mondo, con tutta la sua sofferenza, come reale e quindi come un luogo di pratica bodhisattvica.»

## Struttura del Sutra
Il Sutra del Loto comprende ventisette capitoli nelle versioni sanscrite e tibetane, che diventano ventotto nella versione cinese di Kumārajīva riveduta da Jñānagupta e Dharmagupta. 

### L'ordine dei ventotto capitoli secondo la versione in lingua cinese
- I capitolo: Prologo, l'Assemblea del Gṛdhrakūṭaparvata
- II capitolo: I mezzi abili, il dharma profondo e il  buddhaekayāna
- III capitolo: Parabola della casa in fiamme
- IV capitolo: Parabola del figlio dell'uomo ricco
- V capitolo: Parabola delle erbe medicinali
- VI capitolo: Predizione dell'illuminazione agli arhat
- VII capitolo: Parabola della città illusoria
- VIII capitolo: Predizione dell'illuminazione a cinquecento śrāvaka e parabola del gioiello nascosto nel vestito

- IX capitolo: Predizione dell'illuminazione ad Ānanda e Rāhula
- X capitolo: I predicatori del Dharma del Sutra del Loto
- XI capitolo: Apparizione dello stūpa ingioiellato e del Buddha Prabhūtaratna
- XII capitolo: Predizione dell'illuminazione di Devadatta e predicazione della fanciulla drago
- XIII capitolo: Predizione alle monache del loro futuro stato di buddha e decisione dei bodhisattva di diffondere il Sutra del Loto nell'ultimo periodo del Dharma
- XIV capitolo: Le condotte adeguate dei bodhisattva dell'ultimo periodo del Dharma

- XV capitolo: I bodhisattva emersi dalla Terra
- XVI capitolo: La rivelazione del Buddha eterno e la parabola dei figli avvelenati e della medicina che li salva
- XVII capitolo: Centralità della dottrina del Buddha eterno e della pāramitā della prajña
- XVIII capitolo: I meriti di coloro che accoglieranno con gioia il Sutra del Loto
- XIX capitolo: I benefici del predicatore della dottrina del Sutra del Loto
- XX capitolo: Il bodhisattva Sadāparibhūta (Mai Disprezzare)
- XXI capitolo: I poteri sovrannaturali del Tathāgata

- XXII capitolo: L'affidamento del Dharma
- XXIII capitolo: Le pratiche religiose del bodhisattva Bhaiṣajyarāja (Re della Medicina)
- XXIV capitolo: Il bodhisattva Gadgadasvara (Voce Balbuziente)
- XXV capitolo: La porta universale del bodhisattva Avalokiteśvara
- XXVI capitolo: Dhāraṇī
- XXVII capitolo
- XXVIII capitolo: L'incoraggiamento del bodhisattva Samantabhadra.

#### La suddivisione del Sutra del Loto nella tradizione del Canone buddista cinese
Nella tradizione del Buddismo che fa riferimento al Canone buddista cinese, ovvero nelle scuole buddiste cinesi, coreane, giapponesi e vietnamite, questo sutra viene diviso in due parti:
- la prima, denominata in cinese  迹門 jī mén, in coreano  적문 jeok mun o chŏk mun, in giapponese shaku mon, in vietnamita tích môn, riguarda i primi 14 capitoli del sutra dove il Buddha Śākyamuni si esprime nella sua forma apparente, vincolato ai limiti spaziali e temporali;
- la seconda, denominata in cinese 本門  běnmén, in coreano  본문 bonmun o ponmun, in giapponese honmon, in vietnamita bổn môn, riguarda i secondi 14 capitoli del sutra, dove il Buddha Śākyamuni si rivela invece come espressione del Buddha eterno (o Buddha originario[17]), ovvero esprime la sua natura originaria al di là del tempo e dello spazio.

- 迹門
  1. 序品
  2. 方便品
  3. 譬喩品
  4. 信解品
  5. 薬草喩品
  6. 授記品
  7. 化城喩品
  8. 五百弟子受記品
  9. 授学無学人記品
  10. 法師品
  11. 見宝塔品
  12. 提婆達多品
  13. 勧持品
  14. 安楽行品

- 本門
  1. 従地湧出品
  2. 如来寿量品
  3. 分別功徳品
  4. 随喜功徳品
  5. 法師功徳品
  6. 常不軽菩薩品
  7. 如来神力品
  8. 嘱累品
  9. 薬王菩薩本事品
  10. 妙音菩薩品
  11. 観世音菩薩普門品
  12. 陀羅尼品
  13. 妙荘厳王本事品
  14. 普賢菩薩勧発品

A queste due parti, il monaco buddista giapponese del XIII secolo, fondatore dell'omonima scuola, Nichiren, aggiunse una terza composta a partire dal X capitolo fino al XXII capitolo compresi denominandola daisan hōmon (terza sfera dell'insegnamento di Śākyamuni) dove, a detta di Nichiren, si conservano gli insegnamenti per resistere alle prove della vita praticando la vera Dottrina.

### L'ordine dei ventisette capitoli nella versione in lingua sanscrita
1. nidānaparivartaḥ
2. upāyakauśalyaparivartaḥ
3. aupamyaparivartaḥ
4. adhimuktiparivartaḥ
5. oṣadhīparivartaḥ
6. vyākaraṇaparivartaḥ
7. pūrvayogaparivartaḥ
8. pañcabhikṣuśatavyākaraṇaparivartaḥ
9. ānandādivyākaraṇaparivartaḥ
10. dharmabhāṇakaparivartaḥ
11. stūpasaṁdarśanaparivartaḥ
12. utsāhaparivartaḥ
13. sukhavihāraparivartaḥ
14. bodhisattvapṛthivīvirasamudgamaparivartaḥ
15. tathāgatāyuṣpramāṇaparivartaḥ
16. puṇyaparyāyaparivartaḥ
17. anumodanāpuṇyanirdeśaparivartaḥ
18. dharmabhāṇakānuśaṁsāparivartaḥ
19. sadāparibhūtaparivartaḥ
20. tathāgataddharyabhisaṁskāraparivartaḥ
21. dhāraṇīparivartaḥ
22. bhaiṣajyarājapūrvayogaparivartaḥ
23. gadgadasvaraparivartaḥ
24. samantamukhaparivartaḥ
25. śubhavyūharājapūrvayogaparivartaḥ
26. samantabhadrotsāhanaparivartaḥ
27. anuparīndanāparivartaḥ